# Oviedo Balonmano Femenino
El Club Deportivo Básico Oviedo Balonmano Femenino, denominado actualmente Lobas Global Atac Oviedo por motivos de patrocinio, es un club femenino español de balonmano de la ciudad de Oviedo que milita en la División de Honor Oro Femenina, la segunda categoría del balonmano femenino español.

## Historia
El Oviedo Balonmano Femenino nació como Club Deportivo Estadio Asturias el 18 de julio de 1986. Originalmente era una entidad con varias secciones deportivas de las que sólo acabó quedando la de balonmano femenino. El club adopta su actual forma y denominación en 1999.
El objetivo inicial del Oviedo Balonmano Femenino era simplemente que la ciudad de Oviedo tuviese un equipo de balonmano femenino compitiendo a nivel nacional. En la última década, sin embargo, el club ha empezado a mirar más alto y el 2 de mayo de 2015 consiguió ascender por primera vez a la División de Honor Femenina gracias a su victoria por 33-24 frente al Club Balonmano La Calzada en la fase de ascenso disputada en el ovetense Polideportivo de Pumarín. En su debut en la máxima categoría el equipo no pudo conseguir la permanencia y descendió matemáticamente a División de Honor Plata el 7 de mayo de 2016 tras perder en San Sebastián contra el Balonmano Bera Bera. Durante los siguientes años el equipo compitió en la segunda categoría nacional, denominada División de Honor Plata Femenina hasta la temporada 2021-2022 y División de Honor Oro Femenina a partir de la temporada 2022-2023 tras la reestructuración de categorías femeninas efectuada por la Real Federación Española de Balonmano, hasta conseguir volver a ascender a la máxima categoría el 6 de mayo de 2023 al ganar 27-29 al Cleba León en la penúltima jornada liguera de División de Honor Oro.
Sólo estuvo una temporada en División de Honor, ya que descendió a Oro tras una temporada muy dura en la máxima competición.

## Denominaciones
- Guipuzcoana Estadio (1986-1999)
- Guipuzcoana Oviedo (1999-2003)
- DHL Express Oviedo (2003-2004)
- Oviedo Balonmano Femenino (2004-2008, 2010-2014 y 2017-2021)
- Transcano A. Oviedo (2008-2010)
- Jofemesa Oviedo Balonmano Femenino (2014-2016)
- ANSA Oviedo Balonmano Femenino (2016-2017)
- Lobas Global Atac Oviedo (desde 2021)

## Temporada a temporada
| Temporada | Cat. | División                         | Pos. | Notas                                            |
| --------- | ---- | -------------------------------- | ---- | ------------------------------------------------ |
| 2011–12   | 2    | División de Honor Plata Femenina | 5º   |                                                  |
| 2012–13   | 2    | División de Honor Plata Femenina | 3º   |                                                  |
| 2013–14   | 2    | División de Honor Plata Femenina | 2º   |                                                  |
| 2014–15   | 2    | División de Honor Plata Femenina | 1º   | Ascenso a División de Honor Femenina             |
| 2015–16   | 1    | División de Honor Femenina       | 13º  | Descenso a División de Honor Plata Femenina      |
| 2016–17   | 2    | División de Honor Plata Femenina | 1º   |                                                  |
| 2017–18   | 2    | División de Honor Plata Femenina | 3º   |                                                  |
| 2018–19   | 2    | División de Honor Plata Femenina | 2º   |                                                  |
| 2019–20   | 2    | División de Honor Plata Femenina | 2º   |                                                  |
| 2020–21   | 2    | División de Honor Plata Femenina | 3º   |                                                  |
| 2021–22   | 2    | División de Honor Plata Femenina | 1º   | Accede a la nueva División de Honor Oro Femenina |
| 2022–23   | 2    | División de Honor Oro Femenina   | 1º   | Ascenso a División de Honor Femenina             |
| 2023–24   | 1    | División de Honor Femenina       | 12º  | Descenso a División de Honor Plata Femenina      |
| 2024-25   | 1    | División de Honor Oro Femenina   |      |                                                  |

## Palmarés
- División de Honor Oro femenina: 1 título
  - Campeón 2022-2023[11]
- División de Honor Plata Femenina: 1 título
  - Campeón: 2014-2015[12]

- Copa Principado Femenina: 1 título
  - Campeón: 2015-2016[13]
  - Subcampeón: 2016-2017,[14] 2017-2018,[15] 2018-2019, 2019-2020, 2021-2022, 2022-2023 y 2023-2024.

### Reconocimientos individuales
- Coincidiendo con la retirada de Aida Palicio se retiró el dorsal número 2 del equipo.[16]

## Plantilla 2022-2023
Entrenador:   Manolo Díaz 
| Nombre              | País                | Posición | Dorsal |
| ------------------- | ------------------- | -------- | ------ |
| Aida Palicio        | Bandera de España   | Lateral  | 2      |
| Celia Rojo          | Bandera de España   | Pivote   | 3      |
| Ainhoa Etxeberria   | Bandera de España   | Pivote   | 4      |
| Andrea Zulet        | Bandera de España   | Extremo  | 6      |
| Miriam Cortina      | Bandera de España   | Central  | 7      |
| Amaia Arróniz       | Bandera de España   | Lateral  | 8      |
| Brenda Torres       | Bandera de Paraguay | Extremo  | 9      |
| Teresa Rodríguez    | Bandera de España   | Pivote   | 10     |
| Ariadna Molina      | Bandera de España   | Central  | 15     |
| Inés Suárez         | Bandera de España   | Portera  | 16     |
| Julia Suárez        | Bandera de España   | Extremo  | 18     |
| Elsa Martín         | Bandera de España   | Lateral  | 19     |
| Carmen García-Calvo | Bandera de España   | Lateral  | 20     |
| Jimena Merino       | Bandera de España   | Extremo  | 27     |
| Dahiana Sánchez     | Bandera de España   | Portera  | 33     |

## Mascota
Coincidiendo con el cambio de nombre del club se presentó la nueva mascota del club, en 2021, que es una loba, llamada Wolfy, durante la Gala en la sala Bola Bana de Oviedo. Se utiliza la loba porque es un animal inteligente, leal, fuerte, resistente, tenaz, que valora el equipo por encima del individuo, protege siempre a los suyos y no se detiene hasta conseguir sus objetivos.